# Riki van Steeden
Riki van Steeden   (Nelson, 23 de desembre de 1976) és un futbolista neozelandès que actualment juga com a defensa per l'Auckland City del Campionat de Futbol de Nova Zelanda.

## Trajectòria per club
Van Steeden va començar la seva carrera esportiva primer amb el Nelson Suburbs, equip local de Nelson. Després se n'anà al Christchurch Technical abans d'anar-se'n a Austràlia per a jugar pel Carlton SC.
El 1999 va ser fitxat pel Football Kingz, equip neozelandès de la National Soccer League australiana. Allí en la primera temporada va jugar en 20 partits marcant 2 gols. La temporada 2000-2001 va jugar 12 partits pel club marcant-hi 3 gols. En les dues temporades següents no hi jugà tan sovint, jugant tan sols 14 partits en les dues temporades.
L'Auckland City el va fitxar el 2005, equip en què hi ha jugat des d'aleshores. Des del 2005 ha jugat en 36 partits i ha marcat 2 gols. Ha jugat en 3 partits en la Lliga de Campions de l'OFC i 2 partits en el Campionat del Món de Clubs de la FIFA. Un moment important en la carrera de van Steeden va ser en el Campionat del Món de Clubs de 2009 quan marcà el gol decisiu en el 94è minut per l'Auckland City enfront del TP Mazembe per a desempatar el partit 3 a 2 i conseqüentment fer que l'Auckland City quedés en cinquena posició en la competició.

## Trajectòria internacional
Va debutar amb la selecció de futbol de Nova Zelanda el 7 de juny de 1997 en un 1 a 0 contra Fiji. Va acabar jugant 5 cops per a la selecció neozelandesa; va marcar un gol en un segon partit contra Fiji en què els neozelandesos guanyaren 5 a 0. El seu últim partit amb la selecció va ser en un partit contra Indonèsia.

## Palmarès
- Lliga de Campions de l'OFC (4): 2005-06, 2008-09, 2010-11, 2011-12.
- Campionat de Futbol de Nova Zelanda (4): 2004-05, 2005-06, 2006-07, 2008-09.